# Batalla de Villinghausen
La Batalla de Villinghausen, también conocida como de Vellinghausen, se libró los días 15 y 16 de julio de 1761 en el marco de la Guerra de los Siete Años entre un gran ejército francés y una fuerza combinada pruso-hanoveriana-británica al mando del príncipe Fernando de Brunswick.

## Antecedentes
Dos ejércitos franceses con dos mariscales, el duque de Broglie y el príncipe de Soubise, se reunieron en julio de 1761 con la intención de expulsar al príncipe Fernando de Lippstadt, una ciudad importante de la región Renania del Norte-Westfalia en Alemania. Los refuerzos aliados, a las órdenes del General Spörcken, trajeron hasta 65 000 soldados de Fernando, mientras que los ejércitos franceses combinados sumaban alrededor de 90 000 soldados.

## La batalla
Las fuerzas aliadas prusio-hanoverianas-británicas se alinearon a lo largo de una serie de colinas, con el flanco izquierdo apoyándose en el río Lippe en el norte y el río Ahse en el centro. El ejército francés avanzó el 15 de julio y las tropas de Broglie en el norte avanzaron contra las tropas alemanas que estaban bajo el mando de Wutginau. Sin embargo, las tropas británicas mandadas por Granby se mantuvieron firmes justo al sur de Wutginau y el asalto francés se estancó. Los refuerzos para ambos lados llegaron esa noche y Fernando fortaleció su flanco izquierdo a expensas del derecho.
A la mañana siguiente, de Broglie continuó el ataque contra el ala izquierda aliada y esperaba que Soubise atacara a la debilitada derecha aliada. Sin embargo, Soubise solo ordenó algunas pequeñas acciones contra el flanco derecho, debido en parte a que ambos comandantes franceses tenían el mismo rango y eran reacios a recibir órdenes del otro. Los refuerzos aliados de Wolff llegaron pronto a lo largo del río Lippe, atacaron el flanco francés, detuvieron el ataque de Broglie y obligaron a sus hombres a retirarse. Hacia el mediodía, los franceses estaban en retirada total y la batalla había terminado.

## Consecuencias
Las noticias de la batalla provocaron euforia en Gran Bretaña y llevaron a William Pitt a seguir una línea mucho más dura en las negociaciones de paz en curso con Francia. A pesar de la derrota, los franceses aún tenían una superioridad numérica significativa y continuaron la ofensiva, aunque los dos ejércitos se separaron nuevamente y operaron de forma independiente. A pesar de los nuevos intentos de impulsar una estrategia ofensiva en Alemania, los franceses fueron rechazados y terminaron la guerra en 1762 tras perder el puesto estratégico de Cassel. El Tratado de París llevó a Francia a evacuar el territorio alemán restante que había ocupado durante la guerra.